# Bataille du Saint-Laurent
Seconde Guerre mondiale
Batailles
Bataille de l'Atlantique
- Bataille des Caraïbes
- Blocus allié de l'Allemagne
- Guerre météorologique
- Bataille du Rio de la Plata
- Opération Berlin
- Bataille du détroit de Danemark
- Opération Neuland
- Torpedo Alley
- Opération Paukenschlag
- Opération Postmaster
- Opération Cerberus
- Opération Biting
- Opération Chariot
- Bataille du Saint-Laurent
- Opération Frankton
- Bataille de la mer de Barents
- Mai Noir
- Bataille du cap Nord
- Opération Stonewall
- Opération Teardrop

Front d'Europe de l'ouest

Front d'Europe de l'est

Campagnes d'Afrique, du Moyen-Orient et de Méditerranée

Guerre du Pacifique

Guerre sino-japonaise

Théâtre américain
La bataille du Saint-Laurent (ou bataille du golfe du Saint-Laurent) est un épisode de la bataille de l'Atlantique qui oppose, de 1942 à 1944, les sous-marins (U-Boote) allemands de l'amiral Karl Dönitz à la Marine royale canadienne et à ses alliés dans le fleuve et le golfe Saint-Laurent. C'est la première fois depuis 1812 que des navires ennemis pénétrent dans les eaux intérieures du Canada pour tuer.

## Contexte
Pour un article plus général, voir Bataille de l'Atlantique (1939-1945).

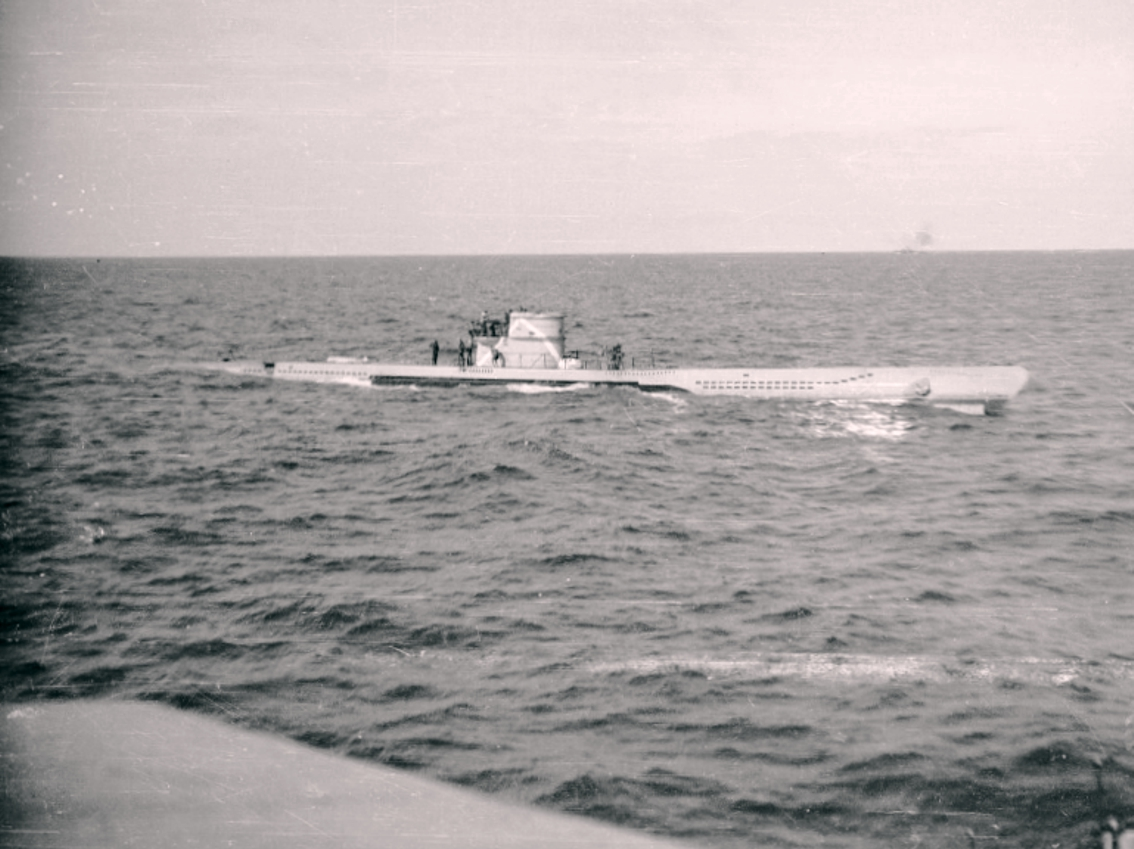
L'U-660, un U-Boot de la Seconde Guerre mondiale

Lors de la Seconde Guerre mondiale, les forces sous-marines allemandes sous le commandement du Großadmiral Karl Dönitz attaquent les convois alliés qui, depuis l'Amérique du Nord, ravitaillent la Grande-Bretagne : c'est la « bataille de l'Atlantique ». Les Allemands estiment plus efficace de perturber la circulation maritime à hauteur du Saint-Laurent, par où transitent davantage de navires de marchandises que dans tous les ports de la côte est du Canada. En effet, en 1939, le port de Montréal exporte davantage que tous les autres ports de la côte est canadienne réunis. En bloquant cet accès maritime, les Allemands ferment la voie à 25 % du transport de marchandises dont dépendent les Alliés, notamment pour l'invasion de l'Europe.
De plus, le golfe du Saint-Laurent ne possède que deux voies de sortie :
- soit le détroit de Belle Isle entre Terre-Neuve et le Labrador ;
- soit le détroit de Cabot entre Terre-Neuve et l'Île du Cap-Breton.

## Préparatifs défensifs
En 1940, les autorités canadiennes décident, face à la menace d'une invasion de la Grande-Bretagne par la Wehrmacht, de transformer le petit port de Gaspé (Québec) en base navale pour accueillir les navires de la Royal Navy.
Dans un discours tenu en mars 1942, le premier-ministre William Lyon Mackenzie King annonce les craintes de la venue de sous-marins allemands (U-Boote) dans le golfe et dans le fleuve Saint-Laurent. Il ajoute aux missions de la marine canadienne celle d'escorter les convois dans l'Atlantique et de les protéger le long des côtes canadiennes. La base de Gaspé s'appelle alors le NCSM Fort Ramsey et est inaugurée le 1er mai 1942. Elle ne possède qu'un seul navire, l'arraisonneur NCSM Venning de 18 mètres. Des installations côtières d'observation maritime sont réparties le long des côtes de la Gaspésie, du Bas-Saint-Laurent et de la Côte-Nord. Un aérodrome militaire d'entraînement est également établi à Mont-Joli (Québec).

## Été-automne 1942
Dans la nuit du 11 au 12 mai 1942 à 15 kilomètres au nord de Pointe-à-la-Frégate (Cloridorme), l'U-Boot U-553 affecté à l'opération allemande d'attaque de navires en Amérique (Drumbeat) sous le commandement du capitaine Karl Thurmann attaque et coule le Nicoya, un navire marchand britannique qui transporte du ravitaillement à partir de Montréal, entraînant dans la mort six membres d'équipage. Le lendemain, au large de Rivière-de-la-Madeleine, il envoie par le fond un navire hollandais affrété par le ministère du Transport de guerre britannique, le Leto, tuant dix marins.

Dans les jours qui suivirent ces attaques, l'Aviation royale canadienne (ARC) envoie des renforts à Mont-Joli et déplace le 117e Escadron (de bombardement et de reconnaissance), équipé de Canso et de Catalina, à North Sydney (Nouvelle-Écosse). Un détachement est installé à Gaspé.

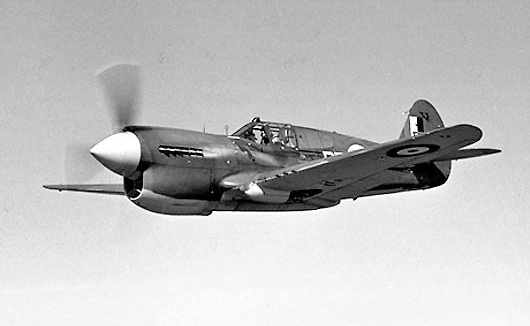
Un Curtiss Kittyhawk de l'ARC identique à celui que pilotait Jacques Chevrier lorsqu'il est mort.

Le 6 juillet, le convoi QS-15 (Québec-Sydney) est attaqué par l’U-132 du capitaine Ernst Vogelsang et voit trois de ses douze navires coulés en moins de trente minutes. Deux d'entre eux sont des navires britanniques (le Dinaric et le Hainaut) et l'autre est grec (l'Anastassios Pateras). Le sous-marin est chassé par le navire d'escorte, par le dragueur de mines de classe Bangor, NCSM Drummondville mené par le lieutenant J.P. Fraser qui lance une série d'attaques à la grenade sous-marine. Quatre chasseurs Curtiss Kittyhawk du 130e Escadron basé à Mont-Joli recherchent l'U-Boot. Le commandant d’aviation J.A.J. Chevrier dirige cette mission et y laisse sa vie, son appareil étant porté disparu.
Le capitaine Vogelsang et les autres sous-mariniers de l'U-132 coulent le navire britannique Frederika Lensen ; quatre marins marchands trouvent la mort le 20 juillet, à l'ouest de Pointe-à-la-Frégate.

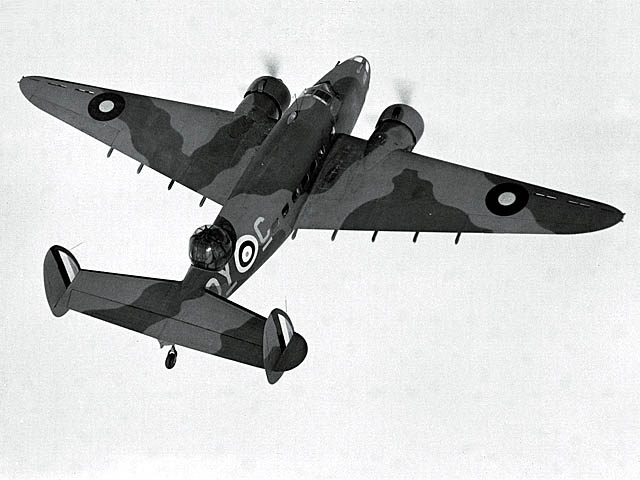
Un Lockheed Hudson du 11e Escadron de Dartmouth en Nouvelle-Écosse.

Le 31 juillet le commandant du 113e Escadron de Yarmouth, le Squadron Leader Norville E. Small, repère l' U-754 au sud de Yarmouth en Nouvelle-Écosse à bord de son Lockheed Hudson ; il l'attaque à la mitrailleuse et à la grenade anti-sous-marine avec une grande précision avant que le sous-marin plonge. Une forte explosion sous-marine s'ensuit et le sous-marin disparaît dans les profondeurs entraînant ses 43 membres d'équipage. Bien que le naufrage de l' U-754 se soit déroulé à l'extérieur du golfe du Saint-Laurent, il s'agit du premier sous-marin ennemi coulé par un avion du Commandement Aérien de l'Est de l'ARC.
Au mois d'août, l'amiral Karl Dönitz déploie trois U-Boote dans le détroit de Belle Isle pour attaquer les convois de matériaux de construction de la base aérienne américaine de Goose Bay (au Labrador) et ceux qui se rendent de Sydney au Groenland. Sur place se trouvent l'U-517 du capitaine Paul Hartwig ainsi que l'U-165 du capitaine Eberhard Hoffman.
Le 27 août, deux convois, le SG-6 (Sydney-Groenland) et le LN-6 (Québec-Goose Bay), entrent dans le détroit de Belle Isle. Le U-517 torpille et coule le transport de troupes américain Chatham qui transporte 562 passagers. Treize hommes perdent la vie malgré les efforts des garde-côtes américains et de la corvette NCSM Trail sous les ordres du lieutenant G.S. Hall. Le lendemain, le navire marchand Laramie est torpillé et endommagé par l' U-165 tandis que l' U-517 coule le bâtiment américain Arlyn avec neuf marins. Ces deux navires font partie du convoi SG-6.
En septembre, une partie du 113e Escadron de Yarmouth (Nouvelle-Écosse), équipé d'Hudson, est détachée à Chatham (Nouveau-Brunswick) pour la chasse aux sous-marins.
Le 3 septembre, le laquier Donald Stewart est envoyé par le fond avec trois de ses membres d'équipage. Le NCSM Weyburn, une corvette commandée par le lieutenant Tom Golby, attaqua l' U-517, sans l'atteindre. Plusieurs heures plus tard, un Digby du 10e Escadron (Gander) piloté par le lieutenant J.H. Sanderson de l'aviation royale du Canada lance ses grenades contre le sous-marin mais sans l'endommager.

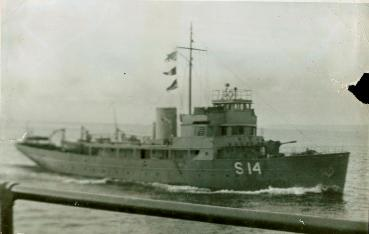
Le yacht armé NCSM Racoon.

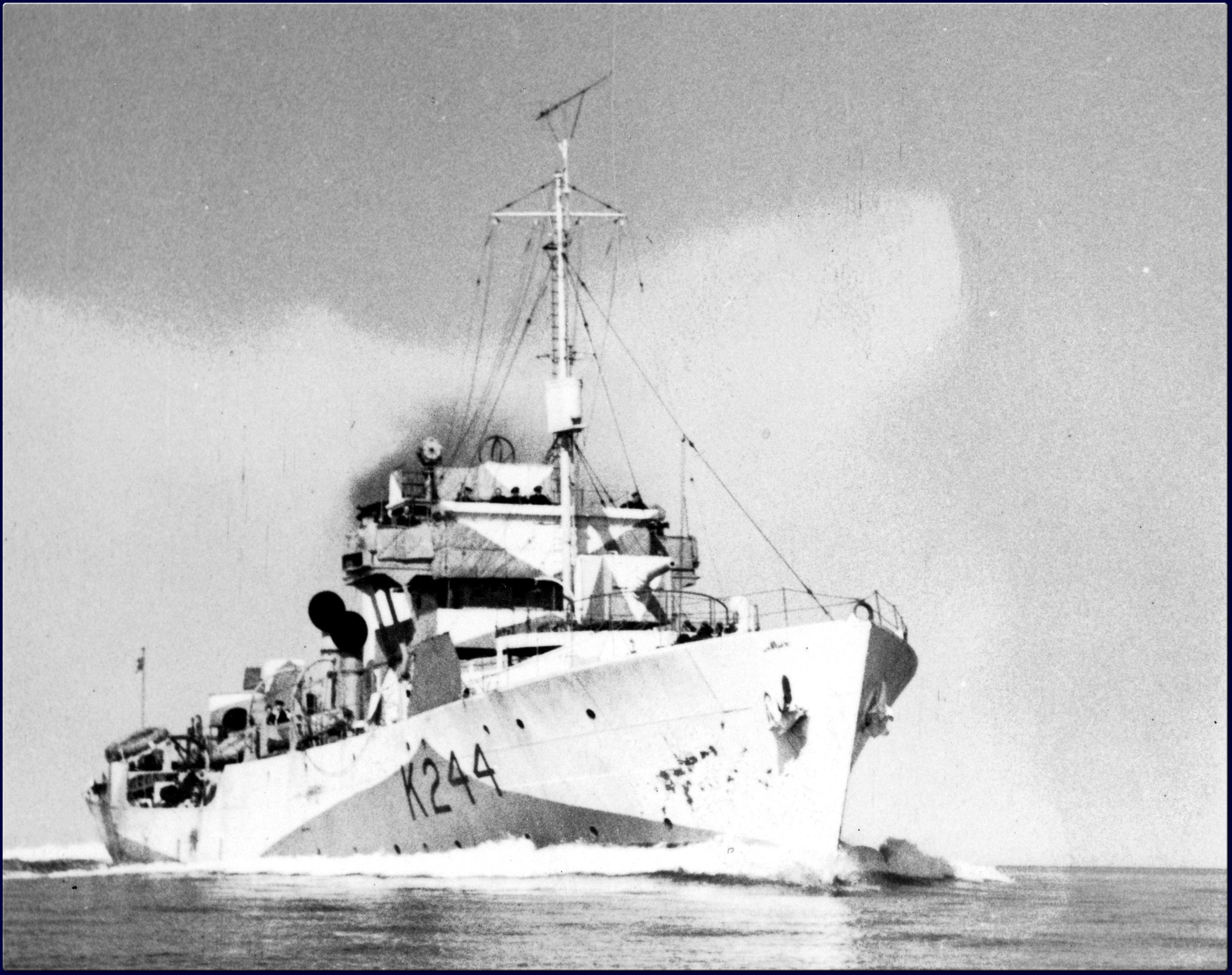
La corvette NCSM Charlottetown.

Le navire marchand grec Aeas du convoi QS-33 fut coulé le 6 septembre par l' U-165. Deux personnes meurent au cours de cette attaque. Dans la nuit suivante, le yacht armé NCSM Racoon partit à la poursuite du sous-marin est atteint et coule avec les trente-sept marins à son bord. Le lendemain, l' U-517 attaqua le reste du convoi. Les bâtiments grecs Mount Pindus et Mount Taygetus sombrent avec deux morts pour le premier et cinq pour le second. L'Oaktor, un navire marchand canadien coule ensuite avec trois de ses marins.
Le 9 septembre, la fermeture du Saint-Laurent aux navires transatlantiques est décidée par le gouvernement canadien. Dix-sept corvettes quittent le Saint-Laurent pour l'invasion de l'Afrique du Nord. Seul le transport côtier se poursuit donc. Toujours le 9, le sous-lieutenant R.S. Keetley du 113e Escadron attaque le sous-marin U-165 sans grands dommages pour celui-ci.
L’U-517 envoie par le fond le NCSM Charlottetown, une corvette, le 11 septembre. Il y a dix victimes, des spectateurs assistent au naufrage depuis la grève.
Le 15 septembre, le convoi SQ-36, sous escorte du HMS Salisbury de la Royal Navy, est attaqué par les U-Boote U-165 et U-517. L’U-165 coule le Joannis, alors que l’U-517 envoie par le fond le Saturnus et l' Inger Elisabeth. Le sous-lieutenant R.S. Keetley du 113e Escadron attaque l'U-517 le lendemain sans l'atteindre.
Le 21 septembre, le dragueur de mines de classe Bangor NCSM Georgian qui escorte le convoi QS-38, aperçoit l' U-517 avant que celui-ci n'ait le temps de tirer ses torpilles et l'attaque, le sous-marin s'enfuit.
Les 24 et 25 septembre, l' U-517 subit trois attaques aériennes de la part des appareils du 113e Escadron. Deux de ces attaques sont dirigées par le lieutenant M.J. Bélanger. Aucune ne parvient à couler le submersible.
Le lieutenant Bélanger mène encore une fois le 113e à l'assaut le 29 septembre contre l’U-517 sans plus de résultat.
Le 9 octobre, le vraquier Carolus coule en emportant onze membres de l'équipage à la suite de l'attaque de l' U-69.
Le Waterton du convoi BS-31 est coulé par le U-106 du capitaine Hermann Rasch le 11 octobre. Le yacht armé NCSM Vison et les appareils du 117e Escadron réussissent à le forcer à faire surface.
Le 14 octobre, le traversier S.S. Caribou, sous le commandement du capitaine Ben Taverner, qui effectue la liaison entre Sydney et Port-aux-Basques (Terre-Neuve), est coulé par le U-69. Cent trente-sept passagers et membres de l'équipage trouvent la mort dans cette tragédie. Le NCSM Grand-mère, un dragueur Bangor, commandé par le lieutenant James Cuthbert tente de toucher le sous-marin avec ses grenades mais n'y parvient pas. Puis il se porte au secours des naufragés.
Le 9 novembre, un espion allemand est débarqué par un U-Boot sur la côte près de Gaspé. Le lieutenant von Jarnowski est arrêté presque aussitôt dans le train entre Gaspé et Québec. Ce sera le dernier événement de la saison 1942 avant que le fleuve ne se couvre de glaces.

## 1943

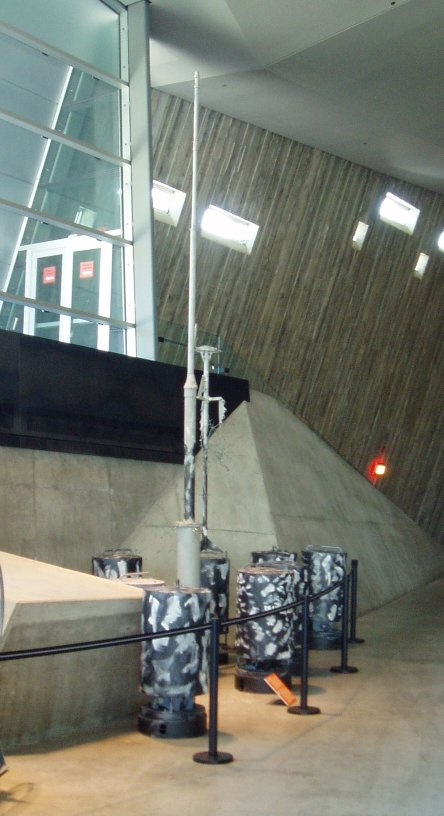
La station météorologique WFL-26 au Musée canadien de la guerre.

En 1943, une station météorologique automatique et clandestine est installée par les Allemands sur la côte du Labrador. Il s'agit de la station de Martin Bay (WFL-26).
Le 6 mai, une tentative d'évasion de prisonniers de guerre par sous-marin (l'U-262) est déjouée dans le secteur de North Point à l'Île-du-Prince-Édouard.
En juin, l’U-119 mouille des mines à Halifax.
Le 28 septembre, nouvelle tentative ratée d'évasion de prisonniers, cette fois par l'U-536 à Pointe de Maisonnette (Nouveau-Brunswick).
L' U-220 mouille des mines à Saint-Jean de Terre-Neuve en octobre.

## 1944
En 1944, les U-Boote s'équipent de schnorkels des tubes leur permettant de recharger sous l'eau les batteries des moteurs électriques en plongée périscopique, les rendant plus difficiles à repérer.
Le 14 octobre, la frégate NCSM Magog est gravement avariée par l'U-1223 près du phare de Pointe-des-Monts sur la Côte-Nord. Le navire rallie Québec par ses propres moyens et est déclaré perdu à son arrivée.
L'U-1223 endommage le céréalier Fort Thompson près de Matane le 2 novembre.
La corvette NCSM Shawinigan coule avec quatre-vingt-onze marins, à la suite de l'attaque de l'U-1228 le 25 novembre.
Le 24 décembre, l'U-806 coule le NCSM Clayoquot, un dragueur de classe Bangor.

## 1945
L'U-190 coule le dernier navire de la Bataille du Saint-Laurent le 16 avril près d'Halifax. Il s'agit du NCSM Esquimalt, un dragueur Bangor. L'U-Boot se rend à la Marine royale du Canada le 11 mai et est intégré à la flotte canadienne en juin sous le nom de NCSM U-190. Il est sabordé en 1947 sur le site du naufrage de l’Esquimalt.

## Galerie

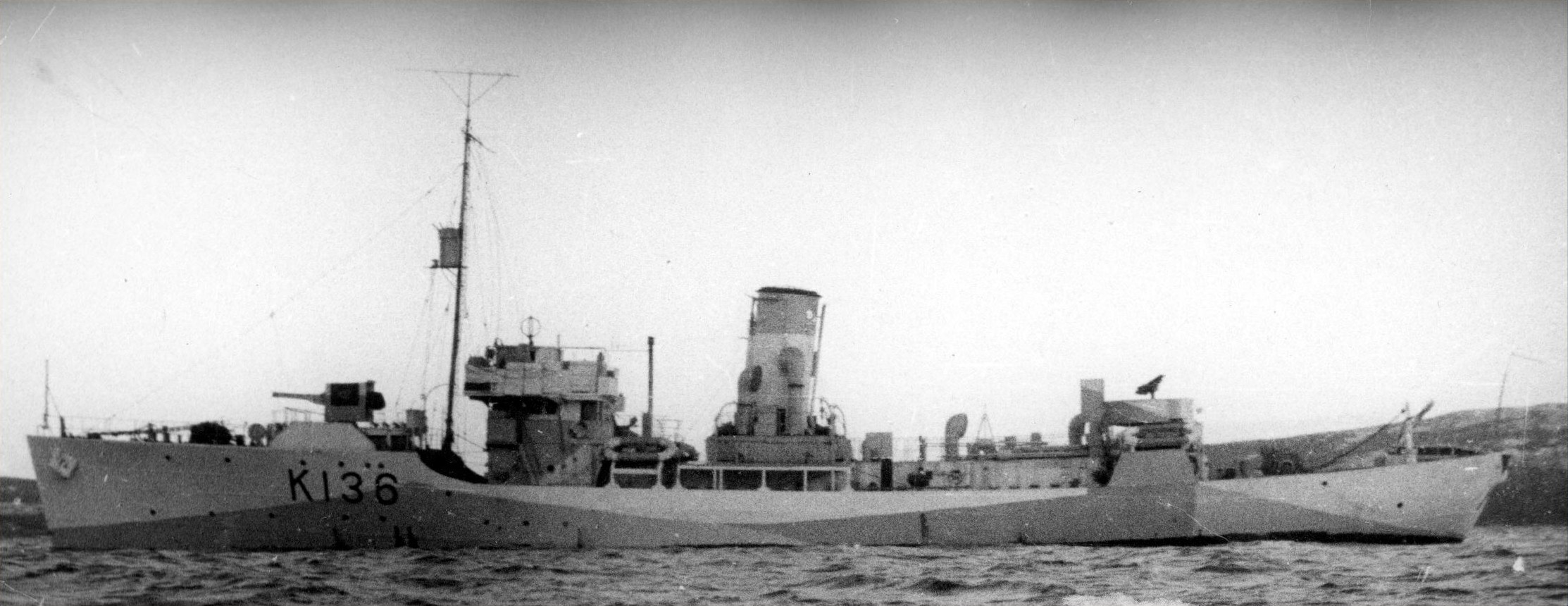
La corvette NCSM Shawinigan.
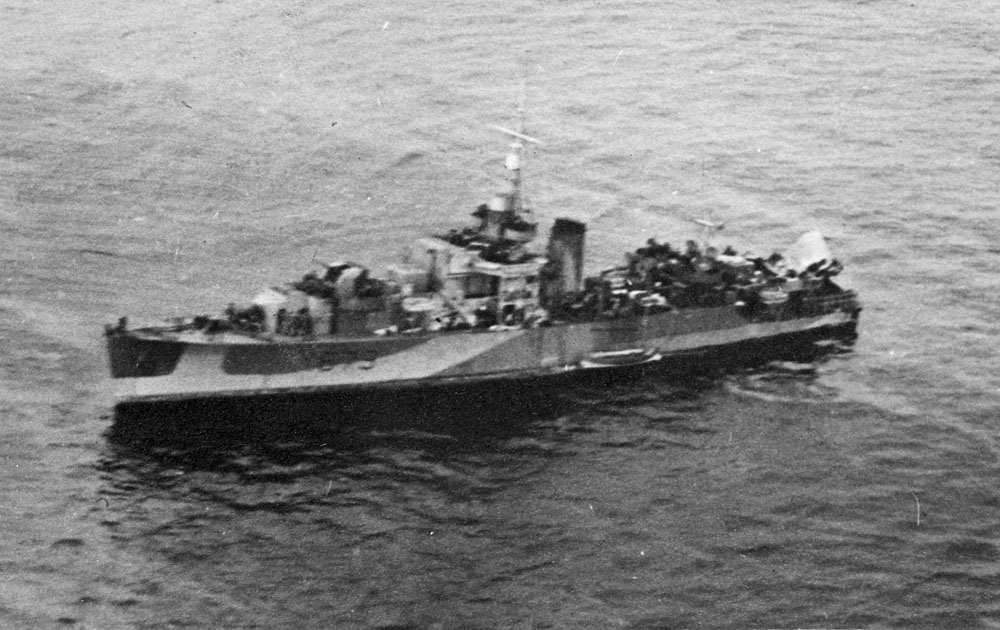
La frégate NCSM Magog après son torpillage.
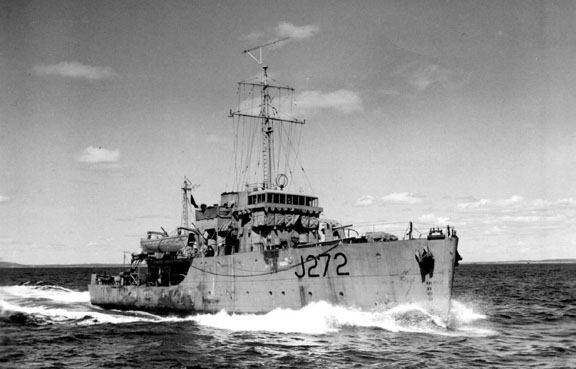
Le NCSM Esquimalt, coulé par le U-190 en 1945.
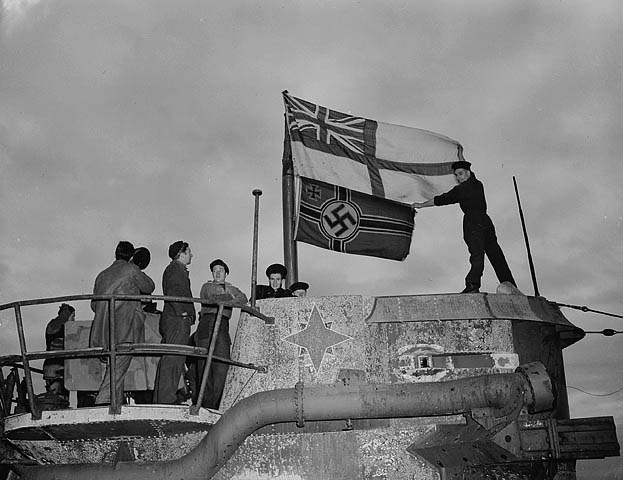
Le U-190 capturé par la Marine royale canadienne.

### Filmographie
- Documentaire disponible à l'Office National du Film (ONF). La dernière mission: l'histoire du U-190 d'Alain Vézina, Merlin Films et PixMedia (2006)